# Kyrie (песня)
«Kyrie» — шестой сингл американской поп-рок-группы Mr. Mister, и второй сингл с альбома Welcome to the Real World. Выпущенная в конце года песня стала хитом номер 1.
«Kyrie» продержалась две недели в Billboard Hot 100 на позиции №1 марте 1986 года, а также она лидировала в чарте Hot Mainstream Rock Tracks на первом месте одну неделю, эта песня была единственным хитом Mr. Mister в этом чарте. В Великобритании она попала на позицию №11 в апреле 1986 года.

## Написание песни
Текст композиции написал Джон Лэнг, ранее принимавший большое участие в записи альбомов Mr. Mister. Музыку к песне придумали Ричард Пейдж и Стив Джордж, в то время, когда они выступали вместе с Адамом Антом.
Название «Kyrie» означает молитвенное призвание, часто используемое в молитвословии и богослужении, а также является песнопением во многих христианских церквях, Kyrie в переводе с (греч. Господи, помилуй, или Христос помилуй).
Согласно словам Ричарда Пейджа, название этой песни является молитвой.
Причина написания этой композиции была долгая болезнь Ричарда Пейджа, из-за которой он долго пролежал в больнице.
Джон Лэнг отметил, что её название никак не связано с болезнью Пейджа, потому, что это случилось до её записи.
Режиссёром видео стал Ник Моррис, в видеоклипе снялись участники Mr. Mister, а также был включен отснятый материал с концертного тура 1985 года совместно с Тиной Тернер.

## Список композиций
Грампластинка
1. «Kyrie» (single edit) — 4:10
2. «Run to Her» — 3:36

12
1. «Kyrie» (album length) — 4:24
2. «Run to Her» — 3:36
3. «Hunters of the Night» — 5:07

## Чарты
| Чарт (1986)                                 | Наивысшая позиция |
| ------------------------------------------- | ----------------- |
| Austrian Singles Chart                      | 5                 |
| Belgian Singles Chart                       | 7                 |
| Dutch Singles Chart                         | 7                 |
| German Singles Chart                        | 7                 |
| Italian Singles Chart                       | 51                |
| Irish Singles Chart                         | 6                 |
| Norwegian Singles Chart                     | 1                 |
| New Zealand Singles Chart                   | 30                |
| Swedish Singles Chart                       | 6                 |
| Swiss Singles Chart                         | 3                 |
| UK Singles Chart                            | 11                |
| US. Billboard Hot 100                       | 1                 |
| US. Billboard Hot Adult Contemporary Tracks | 11                |
| US Billboard Top Rock Tracks                | 1                 |

## Кавер версии
- В 1993 году группа Acapella Vocal Band, играющая в стиле госпел, включила песню в свой альбом U And Me And God Make 5 (Word), она стала хитом в христианской музыке в 1994 году и позже появилась версия «Kyrie» испанском языке.
- В 1994 году христианский дуэт East to West совместно с Джеем Де Маркусом включили композицию в свой дебютный альбом.
- В 2000 году немецкая пауэр-метал-группа Avalon записала песню для своего студийного альбома Eurasia.
- В 2002 году Марк Шальтз записал кавер-версию для альбома Song Cinema.